# Klada, Škofljica
Klada je gručasta vas v Občini Škofljica, ki stoji na severnem pobočju hriba Sv. Marjeta (653 m), na severozahodu Turjaške pokrajine in jugovzhodno od Iga. Blizu vasi tečeta potoka Zadačnica in Draščica.
V bližini vasi so arheologi že sredi 19. stoletja odkrili gomilno grobišče iz halštatskega obdobja, ki naj bi pripadalo naselbini na Golem, ob njem pa tudi antično grobišče in rimsko cesto.